# GT-CER

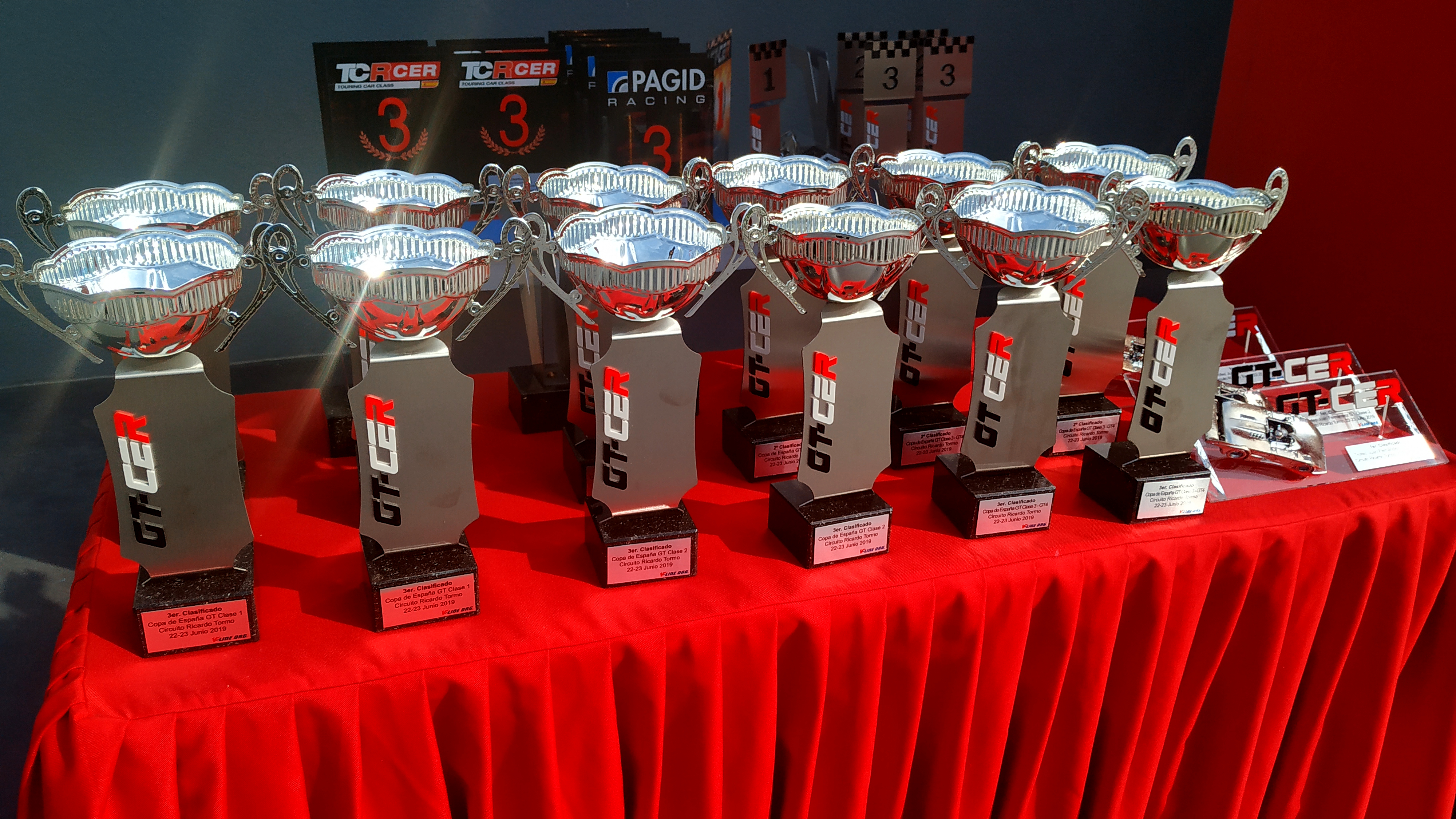
Trofeos del GT-CER 2019 para la ronda del Circuit Ricardo Tormo

El GT-CER fue un certamen de automovilismo que se disputó en España bajo la organización de VLine desde 2017 hasta 2024. Juntando en un formato de reglamentos deportivos muy similar al Campeonato de España de GT, creado por GT Sport en 1999 y organizado por VLine desde 2014; y al Campeonato de España de Resistencia creado por VLine en 2007.

## Denominaciones
- CER-GT (2017-2018): Se le da más importancia al CER dado su número más elevado de inscritos.
- GT-CER (2019-2023): Se cambia el orden para evitar confusiones con el Campeonato de España de Turismos, reavivado por la RFEDA.
- GT-CET (2024) Las carreras de menos de 2 horas del Campeonato de España de Resistencia pasaron a denominarse Campeonato de España de Turismos.

## Formato
Se podían disputar 2 tipos de carreras por fin de semana: 
- Una carrera por ronda de 2 horas de duración más una vuelta con parada en boxes obligatoria para repostar. Con las parrillas del CER y los GT compitiendo a la vez.
- 2 carreras por ronda de 48-50 minutos más una vuelta con parada en boxes obligatoria para el cambio de piloto. Pudiendo correr dependiendo del número total de inscritos: juntando las categorías Clase 1 del CER y los GT por un lado y las Clases 2 y 3 del CER por el otro, los GT por un lado y el resto de participantes del CER por otro, o todos juntos.

Se aplicaba un sistema de hándicaps por tiempo extra, a cumplir en la parada obligatoria, dependiente de los resultados de las carreras anteriores de cada participante.